# 伊莎貝拉島 (加拉帕戈斯群島)

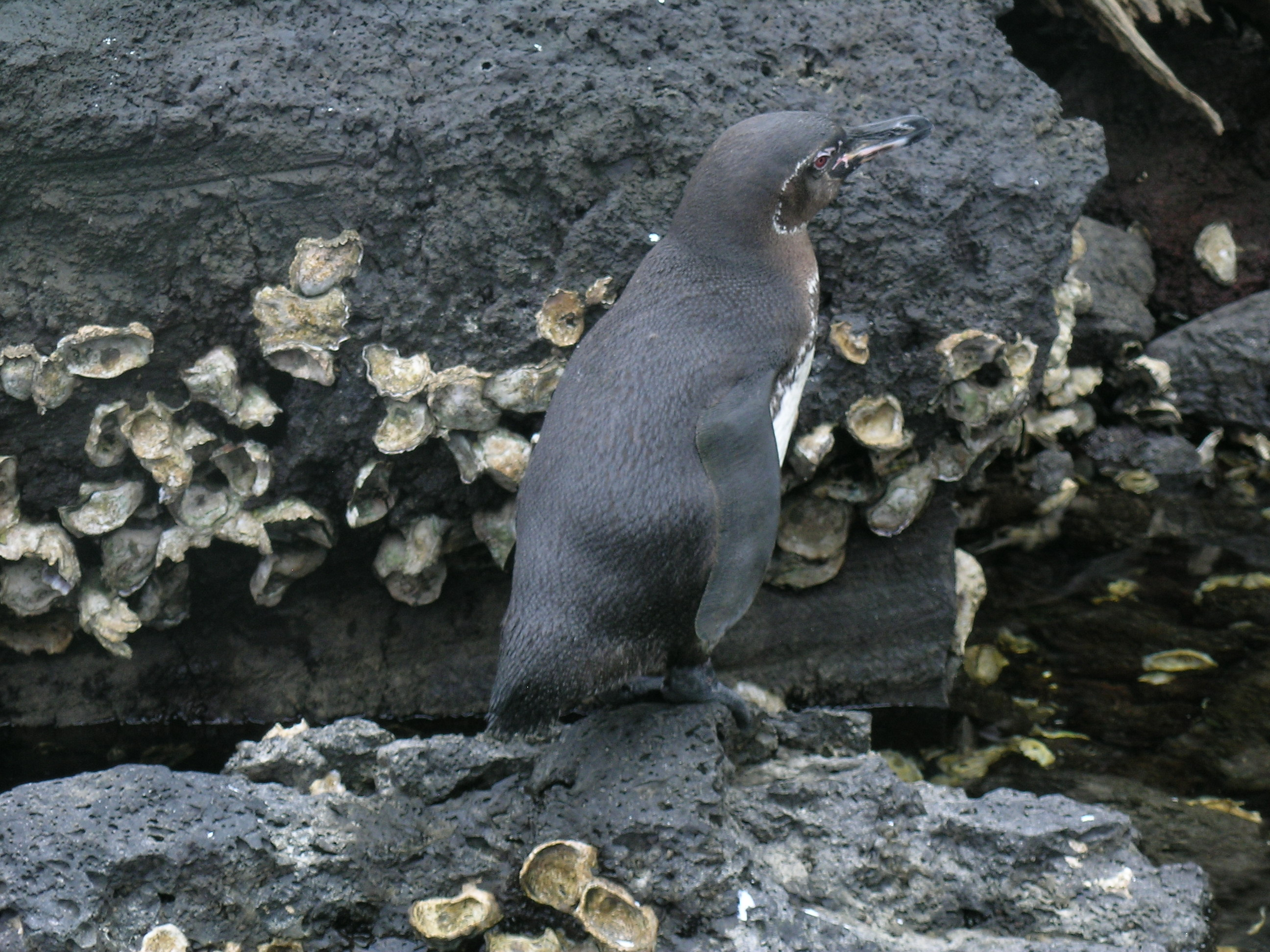
伊莎貝拉島西岸是加拉帕戈斯企鵝的主要棲息地之一，後者是世界上唯一一種棲息於赤道附近的企鵝。

加拉巴哥群島的分佈圖，伊莎貝拉島位在群島的西半。

伊莎貝拉島（西班牙語：Isla Isabela）是南美洲國家厄瓜多爾的一座島嶼，是加拉帕戈斯群島的一部分，位於太平洋東岸海域，其島名源自卡斯提亞王國（西班牙前身之一）女王伊莎貝拉一世，但在英文中又常根據阿博馬爾公爵之名而稱為阿博馬爾島。
行政上伊莎貝拉島是加拉帕戈斯省的一部份，島上約有2,200的人口，大都聚居在位於該島東南端的維利亞米爾港。長100公里，面積4,640平方公里，最高點海拔高度1,707米的伊莎貝拉島是加拉巴哥群島中面積最大的一座，其面積約為第二大島聖克魯斯島的4倍。
00°30′S 91°04′W / 0.500°S 91.067°W